# Singa perpolita
Singa perpolita är en spindelart som först beskrevs av Tord Tamerlan Teodor Thorell 1892.  Singa perpolita ingår i släktet Singa och familjen hjulspindlar.
Artens utbredningsområde är Singapore. Inga underarter finns listade i Catalogue of Life.